# إديث ناش
إديث نـاش (بالإنجليزية: Edith Nash)‏ هي مربية وكاتِبة وشاعرة أمريكية، ولدت في 12 يوليو 1913 في أوك بارك في الولايات المتحدة، وتوفيت في 9 نوفمبر 2003 في ويسكونسن رابيدز في الولايات المتحدة.